# Shōrin-ryū

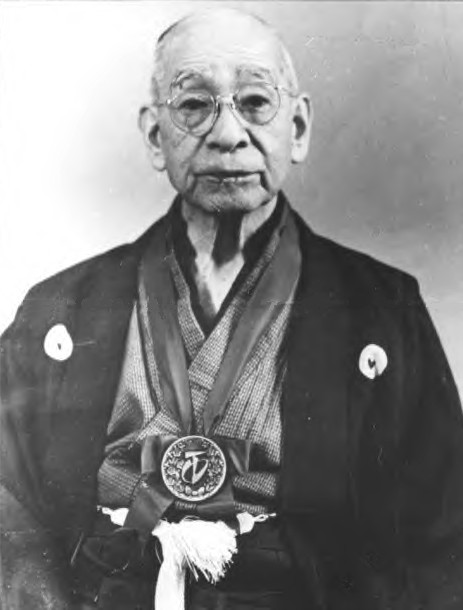
Chōshin Chibana

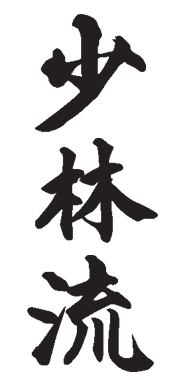
Shōrin-ryū

Shōrin-ryū (小林流, 松林流, o 少林流?) è una delle principali scuole di karate di Okinawa.

## Scuole
Ci sono molti dojo dove viene usato il termine "Shōrin-ryū". Alcune delle maggiori scuole di Shōrin-ryū furono avviate dagli studenti di Matsumura, mantenendo la successione nella tradizione di Okinawa. Ciascuno dei "Deshi" (studenti), di Matsumura cambiò il nome al suo sistema dopo averlo adottato, cosicché le branche divennero: Sukunaihayashi (Shōrin-ryū Seibukan), Ryūkyū Hon Kenpo, Kodokai Shōrin-ryū, Shinjinbukai, Seidokan, Kobayashi Shōrin-ryū (Shidokan, Shorinkan, Kyudokan), Matsubayashi-ryū, Okinawa Kenpō e Shobayashi-ryū e molte altre, alcune delle quali vantano una storia distinta che risale a Hoan Soken, come per esempio il Matsumura Seito Shōrin-ryū. 
Un’altra importante scuola è quella Kyudokan, fondata e tramandata dalla famiglia Higa. La scuola Kyudokan fu fondata nel 1947 dal Maestro Yuchoku Higa, studente di Choshin Chibana, e l’attuale capo scuola è Minoru Higa (10º Dan). 

## Maestri dello Shōrin-ryū
- Sōkon Matsumura
- Chōsin Chibana
- Yabu Kentsū